# Арцвик Харутјунјан
Арцвик Харутјунјан (јерм:Արծվիկ Հարությունյան, Капан, 21. октобар 1984), познатија само као Aрцвик, је јерменска певачица и текстописац. Она је представљала Јерменију на избору за Песму Евровизије 2017.